# لون لیک (واشینگتن)
لون لیک (به انگلیسی: Loon Lake) یک منطقهٔ مسکونی در ایالات متحده آمریکا است که در شهرستان استیونز، واشینگتن واقع شده‌است. لون لیک ۷۳۷٫۰۲ متر بالاتر از سطح دریا واقع شده‌است.